# Mystery Case Files
Mystery Case Files (conosciuto anche come MCF) è una serie di videogiochi sviluppata originariamente da Big Fish Games. I nuovi capitoli sono attualmente sviluppati da Eipix Entertainment, sostituendo Elephant Games che ha prodotto i sequel dal 2013 fino al 2014.
La serie Mystery Case Files è conosciuta per i suoi enigmi dove, per progredire nel gioco, il giocatore assume il ruolo di un Master Detective e ha il compito di trovare un certo numero di oggetti nascosti all'interno di una scena statica disegnata o una foto (a seconda del capitolo), spesso il giocatore deve risolvere una serie di puzzle game di varia tipologia, e raccogliere oggetti per l'inventario da utilizzare  per risolvere gli enigmi .
Big Fish Games "stima che 100 milioni di persone hanno almeno provato le demo"  dei giochi Mystery Case Files sin dall'uscita di Mystery Case Files: Huntville. L'ultimo capitolo della serie, Crossfade, è stato rilasciato nel 25 Novembre 2020 ed è il ventiduesimo gioco della serie.

## Modalità di gioco
Mystery Case Files: Huntsville ha segnato l'introduzione del gioco a oggetti nascosti, un genere in cui il giocatore deve trovare una lista di oggetti che sono nascosti tra molti altri utensili sullo schermo. Una volta che il giocatore ha trovato questi ultimi, si prosegue nella successiva area del gioco.
Come tutti i titoli Mystery Case Files, Huntsville si basa fortemente sul trovare oggetti nascosti. Una volta completato ogni quadro, i giocatori ritornano dal loro "Computer del Crimine" dove risolvono i puzzle seguenti per riuscire a localizzare il colpevole. Il giocatore ha a disposizione un numero limitato di tempo per completare ogni puzzle. Quando il tempo è scaduto e il giocatore non è riuscito a completare il quadro, deve ricominciare da capo con uno scenario completamente nuovo.

## Giochi
Di seguito sono elencati i giochi usciti:
- Huntsville
- Prime Suspects
- Ravenhearst'
- Madame Fate
- Ritorno a Ravenhearst
- Dire Grove[4]
- 13th Skull [5]
- Fuga da Ravenhearst
- Shadow Lake
- Fate's Carnival
- Dire Grove, Sacred Grove
- Key to Ravenhearst
- Ravenhearst Unlocked
- Broken Hour
- The Black Veil
- The Ravenant's Hunt
- Rewind
- The Countess
- Moths to a Flame
- Black Crown
- The Harbinger
- Crossfade
- Incident at Pendle tower
- The Last Resort
- The Dalimar Legacy
- A Crime in Reflection

### Spin Off
- Agent X
- MilionHeir[6]

- ll caso Malgrave
- Spirits of Blackpool